# Eufrat Mai
Eufrat Mai (Liberec, 4 de julio de 1985) es una modelo y actriz pornográfica de nacionalidad checa.

## Biografía

### Vida personal
Jana Potyšová (su nombre real) nació en la ciudad de Liberec, el 4 de julio de 1985, en la entonces República Socialista de Checoslovaquia. Tras la disolución de la misma, adoptó la nacionalidad checa. Es una mujer muy reservada con respecto a su vida personal. Tuvo una infancia serena y normal. Recuerda que en la niñez deseaba ser una agente secreta. Jana se considera a sí misma una chica amable y con una actitud feliz. Lo que más la obsesiona son los zapatos de tacón alto y valora, como lo mejor en su trabajo, el poder viajar a diferentes sitios del mundo.
En un aspecto más íntimo, ha declarado en diversas entrevistas respecto a su orientación sexual que prefiere a los hombres; sin embargo, también ha dicho que le gustan las mujeres. Es por tal motivo que le encantan los encuentros de tipo lésbico durante sus sesiones, los cuales disfruta, pero de una manera diferente. Así mismo ha declarado que ve sus escenas lésbicas como una manera de tener sexo con mujeres, puesto que dice que le es más complicado comenzar una conversación con una mujer, además confesó que durante dichas sesiones a ella le gusta ser la persona dominante. Menciona que su posición favorita cuando está acompañada por un varón es doggystyle, y la clásica con una dama. Igualmente, admitió que el lugar más atrevido donde ha tenido relaciones sexuales ha sido en un bar; su experiencia más loca ha sido tener un encuentro erótico con tres chicas; y su mayor fantasía es entablar una relación sexual con un grupo de varios hombres.

Comencé en la industria para adultos hace muchos años y entré en ella al contestar un anuncio en el periódico. Me encantan los viajes que realizo y me encanta jugar con tantas chicas ardientes de todo el mundo. Yo vivo en la República Checa, pero me gustaría vivir en Canadá, algún día, ¡me encanta la naturaleza allí! Un día típico conmigo es: despertar a las 10:00 am, entonces es el momento del sexo; quizás el almuerzo a la 1:00 pm; jugar con mi perro; hacer ejercicio; cocinar y comer. Al final, divertirme con los amigos hasta que termine la noche. La mejor manera de pasar la tarde es en una moto. Mi lema es vivir cada día como si fuera el último. Lo que yo busco en una pareja romántica son ojos increíbles y mi pareja íntima debe tener "poder sexual". En un chico quiero a un caballero. En las mujeres ¡amo las caderas sexy y me gustan los grandes senos! Mi sueño de vacaciones es visitar Bora Bora y el sueño de mi vida lo estoy viviendo.

### Carrera
Jana inició su carrera como modelo para adultos en el 2005, cuando tenía 20 años, después de ver un anuncio en el periódico. El 19 de julio del 2006, en la ciudad de Praga, participó en la conocida serie CastingX con el afamado fotógrafo y productor francés Pierre Woodman; episodio que se divulgó hasta el año 2013. A lo largo de su trayectoria ha empleado diversos sobrenombres como: Anetta, Ella, Jana Hall, Jana P., Jana Po, Jenna, Juliette, Lenka, Marina, Monique, Monique G, Patty Gower y Samantha; pero, sin lugar a dudas, el seudónimo que le ha dado fama mundial es Eufrat Mai.

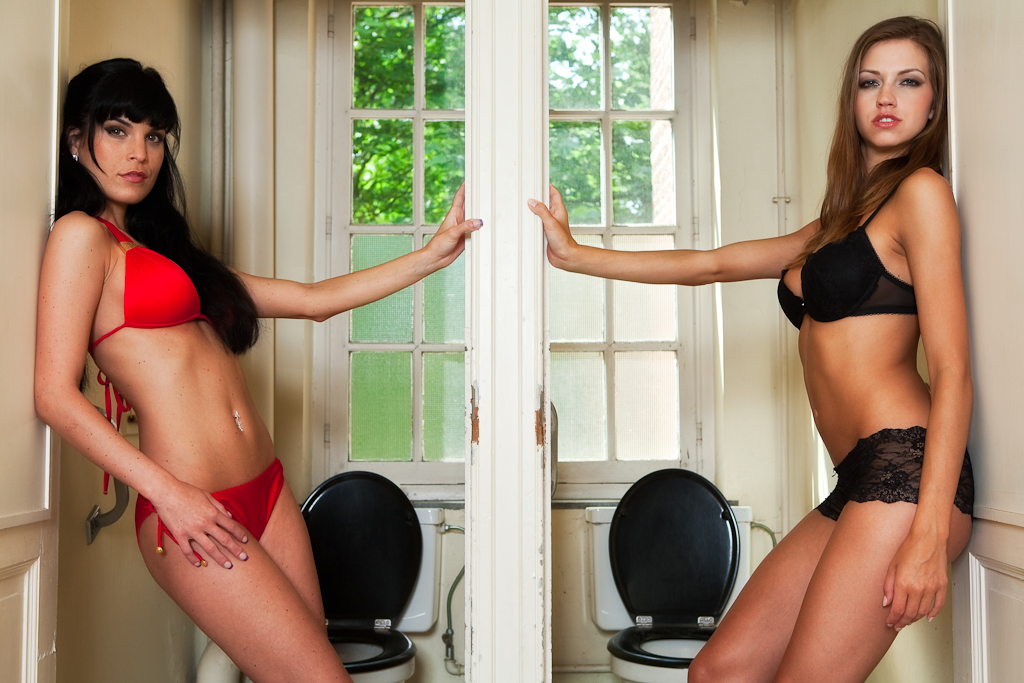
Eufrat Mai y Jana Miartusova

Las agencias en donde está repartido su amplio portafolio son muchas, entre ellas destacan 1By-Day, 21sextury, ATKingdom, FemJoy, FTVGirl, MeatArt, Onlytease, Pier999, Private, TeenDreams, Twistys, VivThomas, entre otras. El tipo de trabajo que lleva a cabo como modelo y actriz pornográfica es catalogado hardcore, ya sea en solitario, lesbianismo o heterosexual. La mayor parte de su actividad la realiza en las dos primeras y las sesiones o videos donde tiene por compañero a un hombre, representan un porcentaje menor en relación con las anteriores.
Las actuaciones de Eufrat Mai son muy versátiles, pues tiene una variada temática: fetichismo, bondage, massage, sex machine, sexo anal, spanking, squirt, threesome, etc. También es extensa la lista de actrices con las cuales ha trabajado, tanto europeas como norteamericanas; mas sin duda destacan sus compatriotas: Anetta Keys, Jana Miartusova, Little Caprice, Nessa Devil, Tarra White, Zuzana Zeleznovova y, por supuesto, la gran diva del entretenimiento para adultos: Sylvia Saint.
A partir de la información que presenta Internet Movie Database (IMDb), ella ha participado en 202 producciones. Debutó en el cine pornográfico en 2005, dentro de la película titulada: Big Natural Tits 13, con el alias Ufrat, en compañía del actor húngaro Roly Reves y la actriz checa Lucy B. Igualmente se pueden señalar Xcalibur, Jana Cova and Friends, Sex Machine Girls 3, Mafia Girl, Russian Institute: Anal Lesson, Robocock, entre otras muchas. Es de destacar, también, su participación en el noticiero checo Red News, en el cual las presentadoras se desnudan mientras informan. En este proyecto trabajó por cinco años, del 2008 al 2013, apareciendo en 51 de las emisiones.

### Premios
Entre los reconocimientos obtenidos por su labor se encuentran el ser nombrada Babe of the Month April en 2007 por el sitio en Internet VivThomas y Treat Of The Month October en 2011, en el décimo aniversario de la agencia Twistys. De igual manera, ella fue nominada a la categoría: Intérprete Femenina Extranjera del Año, en los Premios AVN en su versión 2012.

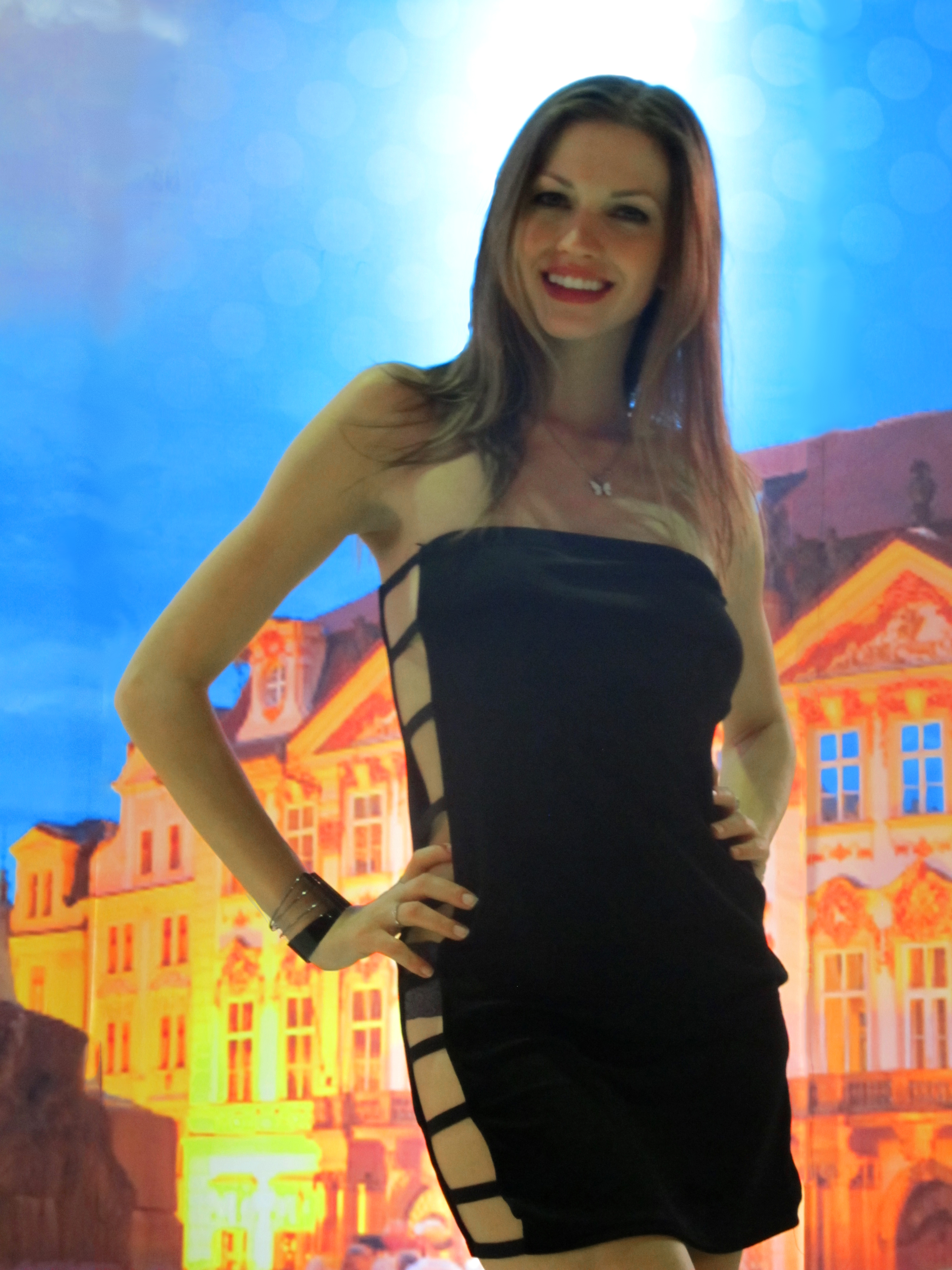
Eufrat Mai en Sex & Entertainment 2012 en el Palacio de los Deportes, en la Ciudad de México

| Año  | Certamen    | Categoría                              | Nominado(a) | Resultado |
| ---- | ----------- | -------------------------------------- | ----------- | --------- |
| 2007 | VivThomas   | Babe of the Month April                | Eufrat Mai  | Ganadora  |
| 2011 | Twistys     | Treat Of The Month October             | Eufrat Mai  | Ganadora  |
| 2012 | Premios AVN | Intérprete Femenina Extranjera del Año | Eufrat Mai  | Nominada  |

### Festivales eróticos
Al ser una modelo y actriz reconocida, Eufrat ha sido invitada a diversos festivales eróticos en el mundo. Uno de los de mayor prestigio es Venus Berlín, al cual asistió en dos de sus ediciones: en los años 2009 y 2010. En el primero de ellos se presentó en el pabellón de la agencia FreeOnes, en compañía de estrellas de la pornografía como Carol Goldnerova, Cathy Heaven, Eve Angel, Mandy Saxo, Sandra Shine y Yoha Gálvez. En el segundo, fue parte de la comitiva de Marc Dorcel y estuvo al lado de Tarra White.
Otro destacado evento en el mundo de la pornografía es la ceremonia de los Premios AVN, que se efectúan en el marco del AVN Adult Entertainment Expo que se celebra en la ciudad norteamericana de Las Vegas. Ella acudió a dicha premiación como nominada a la categoría: Intérprete Femenina Extranjera del Año, teniendo a su lado a la también estrella del porno Carla Cox.
Eufrat Mai también participó en la expo erótica Sex & Entertainment 2012, celebrado en el Palacio de los Deportes, en la Ciudad de México. Evento que se posicionó como el más importante en su género en toda Latinoamérica, y al cual asistieron más de 100 mil personas diariamente, a lo largo de seis días. Tuvo la presencia de reconocidos actores y actrices de siete países europeos, quienes se presentaron en los pabellones Alemania, España, Francia, Holanda, Inglaterra, República Checa y Suiza. Las pornstars que la acompañaron en el pabellón de su país fueron: Bailey Ryder, Bridget Blonde, Carla Cox, Cherris, Tess Lyndon y Vanessa Cooper.

### Artículos eróticos
En el año 2014, la empresa Fleshlight puso a la venta un juguete erótico dirigido a los hombres heterosexuales, para satisfacer sus instintos más primarios a través de la masturbación, con el molde exacto de la vagina de Eufrat Mai. De esta manera, la pornstar checa se volvió parte de las veintiséis Fleshlight Girls, que han permitido que el novedoso material SuperSkin tome la anatómica forma de sus partes más íntimas, sumándose a: Alexis Texas, Angel White, Ariel, Asa Akira, Bibi Jones, Carla Cox, Christy Mack, Jenna Haze, Jenna Jameson, Jesse Jane, Jesica Darke, Joanna Angel, Katsumi, Kayden Kross, Lisa Ann, Marry Queen, Misty Stone, Nina Hartley, Riley Steele, Stoya, Suzie Carina, Tanya Tate, Teagan Presley, Tera Patrick y Tori Black.
En mayo del mismo año, Eufrat visitó la planta de Fleshlight en España, donde se producen los mencionados juguetes sexuales, generando una gran conmoción entre el personal que labora en la misma. La visita obedeció al deseo de examinar el artículo erótico ligado a ella y a su imagen:

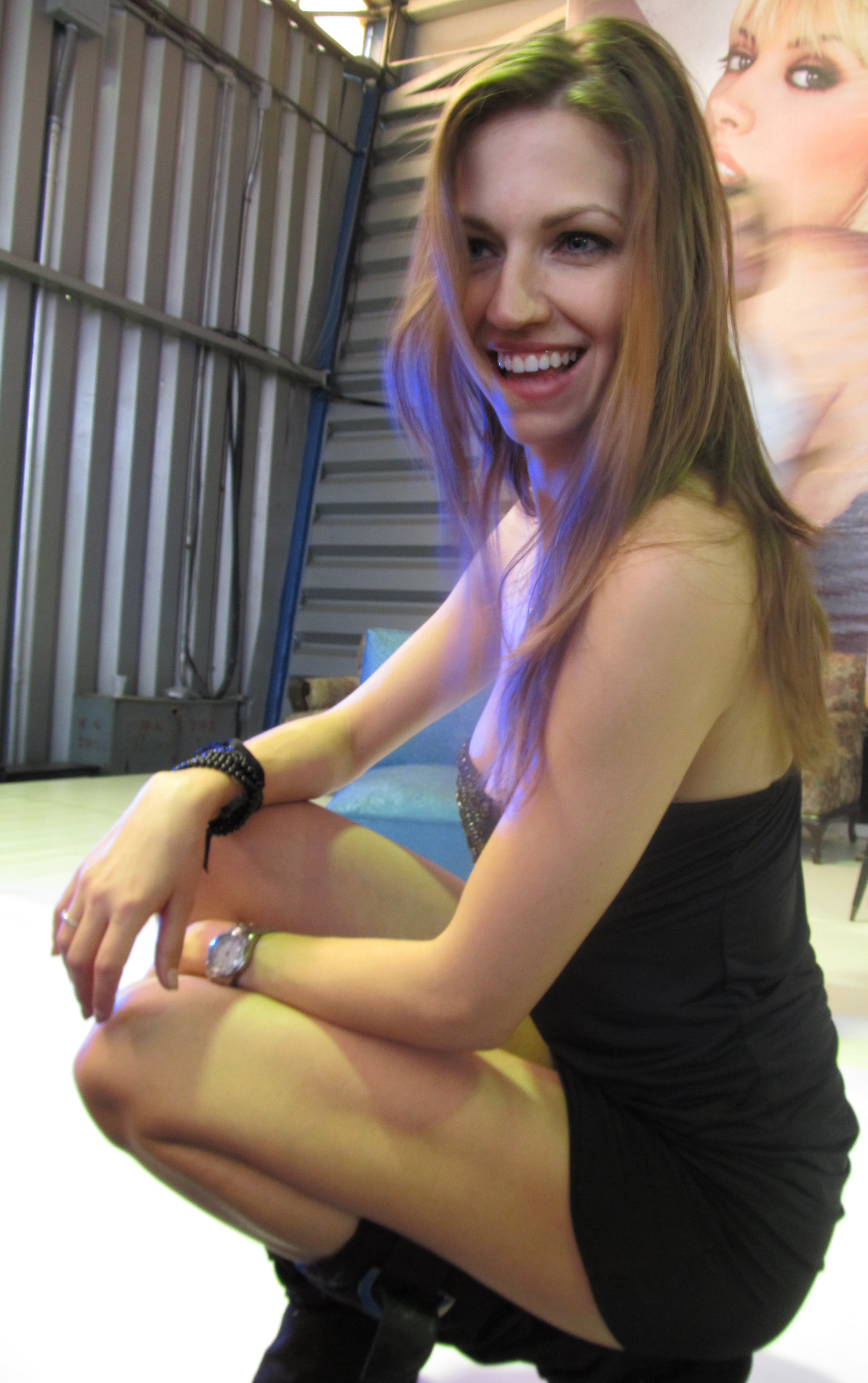
Eufrat Mai en Sex & Entertainment 2012 en el Palacio de los Deportes, en la Ciudad de México

"En el momento en cual Eufrat entró a la fábrica, provocó una gran conmoción, ya que rara vez ocurre la visita de las modelos a la planta", dijo uno de los trabajadores. Eufrat examinó cuidadosamente el juguete respectivo, del cual se dice que es como estar en contacto con una vagina real. "Es muy interesante ver tu vagina desde este punto de vista" dijo la actriz checa con una simpática sonrisa. Juan, el gerente de la empresa, no pudo ocultar el entusiasmo por la presencia de la modelo y el juguete. Admitió que este último ha sido probado y que es muy solicitado.

### Paddock Girl y Umbrella Girl
Una faceta poco conocida de Eufrat Mai es su participación en importantes eventos de motociclismo como Paddock Girl o Umbrella Girl, azafatas que acompañan a los motociclistas en el área de paddocks o en la zona de pits, con grandes sombrillas para protegerlos del sol. El paddock es el área contigua a los garajes, en el lado opuesto a los pits, donde los equipos estacionan los camiones e instalan todo el material automotriz requerido, los hospitalities y los motorhomes. El pit-lane o línea de pit es la zona del circuito que se ubica junto a los garajes y que tiene acceso al trazado.
Ella estuvo presente como Paddock Girl y Umbrella Girl, durante diversas temporadas, en distintas fechas de la World Championship Superbike. En 2010 apareció en los circuitos de Brno, Silverstone, y Nürburgring. En 2011 en Aragón, Silverstone y Nürburgring. En 2012 en Imola, Assen, Monza, Misano, Aragón, Brno, Silverstone, Nürburgring, Portimao y Magny-Cours. En 2013 en Doninghton, Silverstone y Magny-Cours. En 2014 ella hizo acto de presencia en los premios de Donington y Magny-Cours. En la temporada 2015, Eufrat sólo embelleció el emparrillado de Assen. Cabe recordar que ella confesó ser una chica intensa a la que le gusta vivir cada día como si fuera el último y que para ella la mejor manera de pasar la tarde es en una moto. De esta manera, la modelo checa combina el trabajo con su pasión por el motociclismo.